# Die koreanische Hochzeitstruhe
Die koreanische Hochzeitstruhe ist ein deutscher Dokumentarfilm von Ulrike Ottinger aus dem Jahr 2008. Auf der Berlinale 2009 wurde der Film uraufgeführt.

## Inhalt
In Südkorea wachsen die Millionenstädte rasant, sind nach außen hin modern und technisiert. Allerdings verbergen sich hinter den Fassaden, hinter der Hektik des geschäftigen Alltags, noch uralte Traditionen, Rituale, Mythen und Geschichten. Eines davon ist das Hochzeitsritual. Dazu gehört auch die Hochzeitstruhe, die der Bräutigam seiner Braut hinterlässt – ein Relikt aus einer alten Zeit, gefüllt mit kostbaren Stoffen, das durch Seoul zur Adresse der Braut getragen wird.

## Rezeption
Der Film bekam gute Kritiken. Die Zeitschrift Cinema lobte die Arbeit von Ulrike Ottinger, welche ein „echtes Interesse für Menschen und ein sicheres Gespür für tolle Bilder“ zeige. Auch Betsy Sharkey von der Los Angeles Times bewertete den Film eher positiv und beschrieb ihn als eine „Chance, die erstaunliche und ruhige Arbeit von Ottinger zu sehen.“

„Auf der Spur der aufwändigen Bräuche, von denen in Korea ein florierender Geschäftszweig lebt, führt er in eine Welt, in der Tradition und Moderne nahtlos ineinander übergehen und wo Kult und Industrie, östliche Überlieferung und westliche Einflüsse kaum voneinander zu trennen sind. Die Perspektive ist dabei ethnografisch, aber nicht exotisierend und eröffnet fundierte Einblicke in die Überlagerung von Altem und Neuem in der modernen (süd-)koreanischen Gesellschaft.“